# Shiori Izawa
Shiori Izawa (井澤 詩織?, Izawa Shiori; Prefettura di Saitama, 1º febbraio 1987) è una doppiatrice giapponese, nota come seiyū di anime e videogiochi.

## Doppiaggio

### Anime
- Jigoku shōjo: Mitsuganae (2008): Tsubaki
- Durarara!! (2010): Shiri
- Kuragehime (2010): Gocchan
- Maji de watashi ni koi shinasai! (2011): Saki Mimori
- Fairy Tail (2012): Mary Hughes
- Girls und Panzer (2012): Moyoko Gotō, Nozomi Konparu, Midoriko Sono
- Inu × Boku SS (2012): Murai
- La storia della Arcana Famiglia (2012): Donatella, Fukurota
- Sword Art Online (2012): Argo, Pina
- Tsuritama (2012): Emi Itō, Yumi Itō
- Day Break Illusion (2013): Schrödinger
- Fairy Tail x Rave (2013): Ruby
- Karneval (2013): Rissun
- Log Horizon (2013): Kawara
- Silver Spoon (2013): Mayumi Yoshino
- Watashi ga motenai no wa dō kangaetemo omaera ga warui! (2013): Alice
- Hero Bank (2014): Mashiro Kyōshī
- Hi-sCoool! SeHa Girls (2014): Mega Drive
- Hōzuki no reitetsu (2014): Yashajirō
- Locodol (2014): Shōko Noda
- Noragami (2014): Moyu
- Shirobako (2014): Ai Kunogi
- Witch Craft Works (2014): Tanpopo Kuraishi
- Durarara!!×2 Shō (2015): Kiyomin
- Gangsta. (2015): Sig
- Go! Princess Pretty Cure (2015): Stop
- Senki zesshō Symphogear GX (2015): Micha Jawkān
- Tantei Opera Milky Holmes TD (2015): Decrescendo
- The Asterisk War (2015): Saya Sasamiya
- Tribe Cool Crew (2015): Moe
- Digimon Universe: Appli Monsters (2016): Mienumon
- Saijaku muhai no Bahamut (2016): Tillfur Lilmit
- Scorching Ping Pong Girls (2016): Kururi Futamaru
- Taboo Tattoo (2016): Iltutmish
- Pop in Q (2016): Aoi Hioka
- Scum's Wish (2017): Noriko Kamomebata
- Seiren (2017): Miu Hiyama
- Made in Abyss (2017): Nanachi
- Citrus (2018): Matsuri Mizusawa
- Last Period (2018): Guru
- Planet With (2018): Ginko Kuroi
- Senran Kagura: Shinovi Master (2018): Kafuru
- The Seven Heavenly Virtues (2018): Sandalphon
- Uchi no maid ga uzasugiru! (2018): Yui Morikawa
- Cannon Busters (2019): Casey Turnbuckle
- Keep Your Hands Off Eizouken! (2020): Robot Club Seki
- Infinite Dendrogram (2020): Cheshire
- Sword Art Online: Progressive - Aria of a Starless Night (2021): Argo
- Harem in the Labyrinth of Another World (2022): Sherry[1]
- Chainsaw Man (2022): Pochita
- Mobile Suit Gundam: The Witch from Mercury (2022): Sophie Pulone
- Sword Art Online: Progressive - Scherzo of Deep Night (2022): Argo
- Ochibi-san (2023): Ojii
- Handyman Saitou in Another World (2023): Primasse[2]
- The Beginning After the End (2025): Sylvia Indrath

### Videogiochi
- Blue Roses: The Fairy and the Blue Eyed Warriors (2010): Pracab
- Caladrius (2013): Maria Therese Bloomfield
- Dragon's Crown (2013): voci addizionali
- Caladrius Blaze (2014): Maria Therese Bloomfield
- Sword Art Online: Hollow Fragment (2014): Argo
- Moero Crystal (2015): Papain
- Monster Musume Online (2015): Rus, Fi, Miti
- Nitroplus Blasterz: Heroines Infinite Duel (2015): Mugen Yoguruma, Annunciatrice
- Fate/Grand Order (2015): Assassin/Wu Zetian
- Senran Kagura: Estival Versus (2015): Kafuru
- Superdimension Neptune VS Sega Hard Girls (2015): Mega Drive
- Sword Art Online: Lost Song (2015): Argo
- Skullgirls 2nd Encore (2015): Black Dahlia
- Sword Art Online: Hollow Realization (2016): Argo
- Accel World Vs. Sword Art Online: Millennium Twilight (2017): Argo
- Senran Kagura: Peach Beach Splash (2017): Kafuru
- Tokyo Clanpool (2017): Yomi Dōjima
- Million Arthur: Arcana Blood (2017): Hybrid Nimue
- Shinobi Master Senran Kagura: New Link (2017): Kafuru
- Death end re;Quest (2018): Sumika Tokiwa
- Sword Art Online: Fatal Bullet (2018): Argo
- World End Syndrome (2018): Miu Amana
- Dragon Marked for Death (2019): Strega
- Genshin Impact (2020): Diona
- Labyrinth of Galleria: The Moon Society (2020): Faus
- Blue Archive (2021): Moe Kazekura
- Arcana Heart 3 Love Max: Six Stars!!!!!! XTEND (2021): Pistrix
- Blaster Master Zero Trilogy: MetaFight Chronicle (2021): Kanna
- Babylon's Fall (2022): Pygmalion, Galatea
- Soul Hackers 2 (2022): Ash
- Alice Gear Aegis CS: Concerto of Simulatrix (2022): Rin Himukai
- Trinity Trigger (2022): Rai
- Dragon Quest Monsters: Il Principe oscuro (2023): Bubù
- Rune Factory: Guardians of Azuma (2025): Rin